# Diwan al madhalim
Le Diwan al madhalim (littéralement « bureau des doléances » ; en arabe : ديـوان المظالم [dīwān al-maẓālim]) est une institution concernant les administrations du Maroc, « équivalent » de l'office d'un ombudsman ou du défenseur des droits en France, qui a existé de 2001 à 2011 ; elle a été remplacée par l'Institution du médiateur.

## Étymologie
Selon Ibn Khaldoun, le mot divan viendrait du persan (dīwān ﺩﻳﻮﺍﻥ : registre ; administration). Il passe à l'arabe au VIIIe siècle (dīwān ﺩﻳﻮﺍﻥ : recueil (de poèmes) : administration), et au turc au XIVe siècle (divan : recueil de poème ; sofa; administration). Le divan est popularisé en France au XIXe siècle, alors qu'il meuble les salons arabes et turcs depuis longtemps. Le sens de recueil de poèmes est celui qu'a repris Goethe en 1819 dans le titre de son ouvrage « Le Divan occidental-oriental » (West-östlicher Divan).

## Histoire
L'historique rappelle l'existence d'un vizir des chikayat (chicanes) et des madhalim (disputes et doléances) 
Créé en 2001, cette institution a laissé place à l'Institution du médiateur du Royaume en 2011.

## Walis al madhalim
Le wali al madhalim (walīy al-maẓālimولي المظالم) était le titulaire de la fonction, soit l'« équivalent » de l'ombudsman. Le système mis en place était du même type que celui du médiateur de la république en France.
- Moulay Slimane Alaoui (12 décembre 2002 - 14 février 2006).
- Moulay M'Hamed Iraki (15 février 2006 - 18 mars 2011) [6].
- Abdelaziz Benzakour 18 mars 2011.